# Petilia Policastro
Petilia Policastro é uma comuna italiana da região da Calábria, província de Crotone, com cerca de 9.535 habitantes. Estende-se por uma área de 96 km², tendo uma densidade populacional de 99 hab/km². Faz fronteira com Cotronei, Mesoraca, Roccabernarda, Taverna (CZ).

## Demografia
| Variação demográfica do município entre 1861 e 2011                               |
|                                                                                   |
| Fonte: Istituto Nazionale di Statistica (ISTAT) - Elaboração gráfica da Wikipedia |